# Селезінник клинолистий
{{#ifeq:0|0|{{#if:|{{#if:Aspleniumcuneifolium|[[]}}|}}}}
Селезінник клинолистий, аспленій клинолистий (Asplenium cuneifolium) — вид рослин із родини селезінникових (Aspleniaceae), зростає у Європі й Західній Азії.

## Опис
Це багаторічна рослина 15–30 см заввишки. Листки 2-перисті, матово-зелені, не зимують, сегменти 2-го порядку догори не загорнуті, обернено-клиноподібні; основа ніжки листка потовщена, чорна чи коричнева. Вид відносно мінливий (довжина листя, розмір та форма сегментів листя). Час дозрівання спор: липень — вересень. 2n = 72.
Подібний до A. adiantum-nigrum, але листя м'яке, не блискуче, сегменти першого порядку майже загострені, сегменти останнього порядку широко овальні, дрібні й досить тупо зазубрені, ніжка листка приблизно у верхній третині нижче пластини зеленого кольору.

## Поширення
Зростає у Європі (Італія, Хорватія, Чорногорія, Македонія, Албанія, Греція, Чехія, Словаччина, Швейцарія, Польща, Румунія, Австрія, Німеччина, Угорщина, Україна) й Західній Азії (Туреччина, Кіпр, Іран). Він росте у щілинах серпантинних порід, шукаючи місця проживання досить затінені.
В Україні вид зростає на старих фортечних мурах — у Закарпатті.